# Вице-президент Афганистана
Вице-президент Афганистана — вторая по важности политическая должность в Афганистане в 1978—1996 и 2001—2021 годах.

## Республика Афганистан
| Должность      | Имя           | Начало срока    | Конец срока    | Президент         | Примечания                                                        |
| -------------- | ------------- | --------------- | -------------- | ----------------- | ----------------------------------------------------------------- |
| Вице-президент | Сайид Абдулла | 19 февраля 1978 | 28 апреля 1978 | Мохаммед Дауд Хан | Одновременно являлся министром финансов; убит во время переворота |

## Демократическая Республика Афганистан
| Должность                                      | Имя                    | Начало срока | Конец срока   | Председатель                         |
| ---------------------------------------------- | ---------------------- | ------------ | ------------- | ------------------------------------ |
| Заместитель председателя революционного совета | Бабрак Кармаль         | 1 мая 1978   | Июнь 1978     | Нур Мухаммад Тараки                  |
| Заместитель председателя революционного совета | Асадулла Сарвари       | 1978         | ?             | Нур Мухаммад Тараки                  |
| Заместитель председателя революционного совета | Хафизулла Амин         | Март 1979    | Сентябрь 1979 | Нур Мухаммад Тараки                  |
| Заместитель председателя революционного совета | Султан Али Кештманд    | Декабрь 1979 | 1981          | Бабрак Кармаль                       |
| Заместитель председателя революционного совета | Асадулла Сарвари       | Декабрь 1979 | Июнь 1980     | Бабрак Кармаль                       |
| Заместитель председателя революционного совета | Нур Ахмад Нур          | 18 июня 1981 | 1983          | Бабрак Кармаль                       |
| Заместитель председателя революционного совета | Абдул Рашид Ариан      | 18 июня 1981 | 1988          | Бабрак Кармаль / Мохаммад Наджибулла |
| Заместитель председателя революционного совета | Абдул Кадер            | 1981         | Ноябрь 1985   | Бабрак Кармаль                       |
| Заместитель председателя революционного совета | Гул Ака                | 1983         | Ноябрь 1986   | Бабрак Кармаль                       |
| Заместитель председателя революционного совета | Хаджи Мохаммад Чамкани | Январь 1986  | Апрель 1988   | Бабрак Кармаль / Мохаммад Наджибулла |

## Республика Афганистан
Вице-президенты были назначены после принятия новой конституции и проведения выборов. Четыре вице-президента были назначены президентом и утверждены Национальным собранием.
| Должность      | Имя                 | Начало срока | Конец срока | Президент           | Примечания                                       |
| -------------- | ------------------- | ------------ | ----------- | ------------------- | ------------------------------------------------ |
| Вице-президент | Абдул Рахим Хатиф   | Май 1988     | Апрель 1992 | Мохаммад Наджибулла | Первый вице-президент с июля 1991 по апрель 1992 |
| Вице-президент | Мохаммед Рафи       | Май 1988     | Апрель 1992 | Мохаммад Наджибулла |                                                  |
| Вице-президент | Абдул Хамид Мохтат  | Май 1988     | Апрель 1992 | Мохаммад Наджибулла |                                                  |
| Вице-президент | Абдул Вахед Сораби  | Май 1988     | Апрель 1992 | Мохаммад Наджибулла | Первый вице-президент с января 1991 по июль 1991 |
| Вице-президент | Султан Али Кештманд | Май 1990     | Апрель 1991 | Мохаммад Наджибулла | Первый вице-президент с мая 1990 по январь 1991  |
| Вице-президент | Мохаммед Эшак Тохи  | 1992         | Апрель 1992 | Мохаммад Наджибулла |                                                  |

## Исламское Государство Афганистан
| Должность      | Имя                     | Начало срока | Конец срока | Президент           | Примечания                              |
| -------------- | ----------------------- | ------------ | ----------- | ------------------- | --------------------------------------- |
| Вице-президент | Абдул Расул Сайяф       | Июль 1992    | Август 1992 | Бурхануддин Раббани |                                         |
| Вице-президент | Мавлави Мир Хамза       | Август 1992  | Январь 1993 | Бурхануддин Раббани | Умер во время вице-президентского срока |
| Вице-президент | Мохаммад Шах Фазли      | Январь 1993  | 1994        | Бурхануддин Раббани |                                         |
| Вице-президент | Мохаммад Наби Мохаммади | Январь 1993  | 1996        | Бурхануддин Раббани |                                         |

## Временная администрация Афганистана
Во время Временной администрации Афганистана и Переходной администрации Афганистана, пока Лойя-джирга ещё не утвердила новую конституцию, должность вице-президента занимало больше двух человек.
| Должность      | Имя                   | Начало срока    | Конец срока  | Примечания                                                              |
| -------------- | --------------------- | --------------- | ------------ | ----------------------------------------------------------------------- |
| Вице-президент | Хедаят Амин Арсала    | 22 декабря 2001 | 19 июня 2002 | Пуштун, представитель «Римской группы»                                  |
| Вице-президент | Мохаммед Фахим        | 22 декабря 2001 | 19 июня 2002 | Таджик, министр обороны Объединённого исламского фронта                 |
| Вице-президент | Сима Самар            | 22 декабря 2001 | 19 июня 2002 | Хазарейской национальности, женщина, представительница «Римской группы» |
| Вице-президент | Мухаммад Мохакик      | 22 декабря 2001 | 19 июня 2002 | Хазареец, командир Объединённого фронта                                 |
| Вице-президент | Мохаммад Шакир Каргар | 22 декабря 2001 | 19 июня 2002 | Узбек, лидер Объединённого исламского фронта                            |

## Исламская Республика Афганистан
После 2004 года кандидат в президенты выбирал двух кандидатов на пост вице-президента перед выборами, и они избирались вместе с ним.
| Должность             | Имя                | Начало срока     | Конец срока      | Примечания                                              |
| --------------------- | ------------------ | ---------------- | ---------------- | ------------------------------------------------------- |
| Вице-президент        | Хедаят Амин Арсала | 19 июня 2002     | 7 декабря 2004   | Назначен на промежуточный срок, пуштунский мандат       |
| Вице-президент        | Мохаммед Фахим     | 19 июня 2002     | 7 декабря 2004   | Назначен на промежуточный срок, таджикский мандат       |
| Вице-президент        | Нематулла Шахрани  | 19 июня 2002     | 7 декабря 2004   | Назначен на промежуточный срок, узбекский мандат        |
| Вице-президент        | Карим Халили       | 19 июня 2002     | 7 декабря 2004   | Назначен на промежуточный срок, хазарейский мандат      |
| Вице-президент        | Кадир, Хаджи Абдул | 19 июня 2002     | 6 июля 2002      | Назначен на промежуточный срок, пуштунский мандат, убит |
| Первый вице-президент | Ахмад Зия Масуд    | 7 декабря 2004   | 19 ноября 2009   | Избран вместе с Карзаем                                 |
| Второй вице-президент | Карим Халили       | 7 декабря 2004   | 29 сентября 2014 | Избран вместе с Карзаем                                 |
| Первый вице-президент | Мохаммед Фахим     | 19 ноября 2009   | 9 марта 2014     | Избран вместе с Карзаем                                 |
| Первый вице-президент | Юнус Кануни        | 31 марта 2014    | 29 сентября 2014 | Назначен на промежуточный срок                          |
| Первый вице-президент | Абдул Рашид Дустум | 29 сентября 2014 | 19 февраля 2020  | Избран вместе с Гани                                    |
| Второй вице-президент | Сарвар Даниш       | 29 сентября 2014 | 15 августа 2021  | Избран вместе с Гани                                    |
| Первый вице-президент | Амрулла Салех      | 19 февраля 2020  | 15 августа 2021  | Избран вместе с Гани                                    |